# Auto Mobile
Auto Mobile est une émission de télévision diffusée en Belgique sur La Deux (RTBF),,.
Présentée initialement en 2008 sur La Une par Caroline Hick, puis en 2010 par Gaëtane Vankerkom, elle se fait l'écho chaque semaine de l'industrie automobile avec des essais, des tests... mais également de l'actualité sportive moteur (rallye et circuit).